# كرايغ روسو
كرايغ روسو (بالإنجليزية: Craig Rousseau)‏ هو رسام بالرصاص أمريكي، ولد في 26 أبريل 1971.

## وصلات خارجية
- الموقع الرسمي